# 담배풀
담배풀(학명: Carpesium abrotanoides)은 한국·중국·일본 등지에 분포하는 두해살이풀이다. 높이는 50-10cm로 전체에 가는 털이 있으며, 뿌리잎은 꽃이 필 때 떨어진다. 잎은 어긋나며 길이 20-28cm의 타원형으로 끝이 뾰족하고, 양면 특히 맥 위에 털이 빽빽하다. 꽃은 수상꽃차례로 8-9월에 황색으로 피는데 잎겨드랑이에 1개씩 밑을 향해 달린다. 보통 포는 없고, 암꽃은 다수인데 잔꽃이 130-300개이다. 열매는 수과로 흑갈색이며, 끝이 부리 같다. 어린잎은 식용하고 생잎의 즙은 약용한다.

### 긴담배풀
다년초로 제주도, 전라도, 경북의 울릉도, 경기도, 함경남도의 숲 속에 자라며, 일본, 대만 등에 분포한다. 어린잎은 식용, 전초는 약용으로 사용한다. 좀담배 풀과 두메담배풀에 비해 하엽은 난형으로 기부가 둥글거나 약간 심형이고 엽병에 날개가 없다. 근경은 ？고 옆으로 뻗으며 줄기는 곧추서고 상부에서 가지치며 높이 25∼150cm이며 부드러운 털이 밀생한다. 근엽은 화시에 마르고 하부의 잎은 난형 또는 난상 장타원형으로 길이 7∼23cm이며 끝은둔하거나 뾰족하고 밑은 둥글거나 약간 심형이며 가장자리에 불규칙한 톱니가 있고 양면에 부드러운 털, 뒷면에 선점이 있으며 엽병은 길다. 중엽은 장타원형으로 끝은 뾰족하고 밑은 쐐기모양이며 상엽은 소형으로 엽병이 없다. 꽃은 8∼10월에 황색으로 피고 줄기와 가지 끝에 밑을 향해 달리며 두화는 지름 6∼8mm이고 포엽은 2∼4개로 피침형이며 두화의 2∼5배 길다. 총포는 난상 구형으로 길이 5∼6mm이고 포편은 4열로 배열한다. 과실은 수과로 길이 3.5mm이다.

### 두메담배풀
숲 속에서 자라는 다년초, 줄기는 직립하며, 키는 40∼100cm이며, 밑부분에는 개출한 거친 털이 많다. 하부의 잎은 길이가 13∼20cm이며, 폭은 3∼5cm로, 난상 장타원형이다. 잎질은 얇고 양면에 거친 털이 많다. 상부의 잎은 선상 피침형으로 양끝이 좁아진다. 두화는 8∼10월경에 줄기의 끝에 황색으로 달리고 기부에 많은 엽상의 포가 있다. 총포는 종형으로 길이는 5∼6mm, 총포편은 모두 같은 크기이고, 녹색이다.